# Anosia philozigetes
Anosia philozigetes är en fjärilsart som beskrevs av Hans Fruhstorfer 1907. Anosia philozigetes ingår i släktet Anosia och familjen praktfjärilar. Inga underarter finns listade i Catalogue of Life.